# Leimersdorfer Bach
Der Leimersdorfer Bach ist ein knapp neun Kilometer langer, orographisch linker und nördlicher Nebenfluss der Ahr im rheinland-pfälzischen Landkreis Ahrweiler.
Der Leimersdorfer Bach führt im Unterlauf auch die Namen Nierendorfer Bach, Alte Bach, Gimmiger Bach und Heppinger Bach.

## Geographie

### Verlauf
Der Leimersdorfer Bach entspringt wenig nördlich von Oeverich. Die Quelle ist nicht eindeutig und liegt auf einer Höhe von ca. 215 m ü. NHN. Von hier aus fließt der Bach nach Südosten, erreicht Niederich und fließt zwischen Leimersdorf und Birresdorf durch. Er setzt seinen Weg nach Südosten fort und fließt durch den Grafschafter Ortsbezirk Nierendorf. Von hier begleitet er die Landesstraße 80 bis zu den Bad Neuenahrer Ortsbezirken Gimmigen und Heppingen, wo er in den dort von Westen kommenden Rhein-Zufluss Ahr mündet.

### Einzugsgebiet und Zuflüsse
Das 27,9 km² große Einzugsgebiet entwässert über Ahr und Rhein zur Nordsee.
| Name              | GKZ       | Lage   | Länge in km | EZG in km² | Mündung            |
| ----------------- | --------- | ------ | ----------- | ---------- | ------------------ |
| Burgbach          | 271898-12 | links0 | 001,0750    | 0000,5880  | Leimersdorf        |
| Nierendorfer Bach | 271898-2  | rechts | 001,2970    | 0001,2690  | Nierendorf         |
| Bengener Bach     | 271898-4  | rechts | 006,2700    | 0011,2840  | östlich von Bengen |
| Kirchdauner Bach  | 271898-6  | links0 | 000,5970    | 0001,5530  | östlich von Bengen |